# Жуљ
Жуљ (лат. callus) је задебљање рожастог слоја епидерма на месту трења. Стварање и присуство жуља не мора да буде непријатно и болно, али може да буде, а понекад се и инфицира.
Жуљеви се најчешће образују на рукама, услед дужег рада неким предметом, о које се кожа трља. Може се јавити и на стопалима као последица ношења неудобне или оштећене обуће.
Жуљеви могу да се лече пролонгираним купкама у емолијентним растворима (алумен, разне соли), стављањем кератолитичких топика (нарочито на бази трихлорсирћетне киселине и деривата салицила у разним концентрацијама) и сасецањем стерилним ножем после дезинфекције коже. Стругање треба обављати пажљиво, не додирујући крзно, јер се не сме изазвати крварење. Ако ипак дође до крварења, пожељно је да се направи стерилан завој са антисептичком помадом.
Жуљ се разликује од курјег ока (лат. clavus), које се састоји шиљастог дела који продире у дерм.